# Choerades consistens
Choerades consistens là một loài ruồi trong họ Asilidae. Choerades consistens được Curran miêu tả năm 1928.